# مطرقة (عظم)
المطرقة (باللاتينية: Malleus) هي أكبر عظيمات السمع، تتوضع في الجوف الطبلي في الأذن الوسطى، وتقع وحشي السندان وإنسي الغشاء الطبلي.
يوصف لها رأس وعنق وقبضة. الرأس هو القسم العلوي المدور، ويتوضع في الردب (الحيّز) فوق الطبلي. يتوضع العنق منطبقاً على القسم الرخو من الغشاء الطبلي، أما القبضة فهي تنغرس في الغشاء الطبلي وتتحرك معه. يتمفصل رأس المطرقة مع السندان، وينغرس وتر العضلة موترة الطبل في قبضتها قرب العنق. يعبر عصب حبل الطبل الوجه الإنسي من عنق المطرقة، تعمل المطرقة كرافعة، استناداً إلى ناتئها الطويل وقبضتها المرتبطة بالغشاء الطبلي.